# اوسدان-زولده
شهر اوسدان-زولده (به فرانسوی: Heusden-Zolder) در شهرستان اسلت  در استان لمبورگ  در منطقه فلاندری در کشور بلژیک واقع شده‌است.